# Teorema de Zeckendorf

Os primeiros 89 números naturais na forma de Zeckendorf. Cada altura e largura dos retângulos é um número de Fibonacci. As faixas verticais têm largura 10

O teorema de Zeckendorf, em homenagem ao matemático belga Édouard Zeckendorf, é um teorema sobre a representação de inteiros como somas de números de Fibonacci.
O teorema de Zeckendorf afirma que todo número inteiro positivo pode ser representado exclusivamente como a soma de um ou mais números de Fibonacci distintos, de forma que a soma não inclua dois números de Fibonacci consecutivos. Mais precisamente, se {\displaystyle N} for qualquer inteiro positivo, existem inteiros positivos {\displaystyle c_{i}\geq 2}, com {\displaystyle c_{i+1}>c_{i}+1}, de modo que
{\displaystyle N=\sum _{i=0}^{k}F_{c_{i}},}
onde {\displaystyle F_{n}} é o enésimo número de Fibonacci. Essa soma é chamada de representação de Zeckendorf de {\displaystyle N}. A codificação de Fibonacci de {\displaystyle N} pode ser derivada de sua representação de Zeckendorf.
Por exemplo, a representação de Zeckendorf de 64 é
{\displaystyle 64=55+8+1}.
Existem outras maneiras de representar 64 como a soma dos números de Fibonacci – por exemplo
{\displaystyle 64=34+21+8+1}
{\displaystyle 64=55+5+3+1}
mas essas não são representações de Zeckendorf porque 34 e 21 são números de Fibonacci consecutivos, assim como 5 e 3.
Para qualquer inteiro positivo dado, uma representação que satisfaça as condições do teorema de Zeckendorf pode ser encontrada usando um algoritmo guloso, escolhendo o maior número de Fibonacci possível em cada estágio.

## História
Embora o teorema tenha o nome do autor homônimo que publicou seu artigo em 1972, o mesmo resultado foi publicado 20 anos antes por Gerrit Lekkerkerker. Como tal, o teorema é um exemplo da Lei de Stigler.

## Prova
O teorema de Zeckendorf tem duas partes:
1. Existência: todo número inteiro positivo {\displaystyle n} tem uma representação de Zeckendorf.
2. Unicidade: nenhum número inteiro positivo {\displaystyle n} tem duas representações de Zeckendorf diferentes.

A primeira parte do teorema de Zeckendorf (existência) pode ser provada por indução. Para {\displaystyle n=1,2,3} é claramente verdade (já que esses são números de Fibonacci), para {\displaystyle n=4} temos {\displaystyle 4=3+1}. Se {\displaystyle n} for um número de Fibonacci, não há o que provar. Caso contrário, existe {\displaystyle j} tal que {\displaystyle F_{j}<n<F_{j+1}}. Agora suponha que cada {\displaystyle a<n} tenha uma representação de Zeckendorf (hipótese de indução) e considere {\displaystyle a=n-F_{j}}. Como {\displaystyle a<n}, {\displaystyle a} tem uma representação de Zeckendorf. Ao mesmo tempo, {\displaystyle a<F_{j+1}-F_{j}=F_{j-1}}, então a representação de Zeckendorf de {\displaystyle a} não contém {\displaystyle F_{j-1}}. Como resultado, {\displaystyle n} pode ser representado como a soma de {\displaystyle F_{j}} e a representação de Zeckendorf de {\displaystyle a}.
A segunda parte do teorema de Zeckendorf (unicidade) requer o seguinte lema:
Lema: A soma de qualquer conjunto não vazio de números de Fibonacci distintos e não consecutivos cujo maior membro é {\displaystyle F_{j}} é estritamente menor do que o próximo número de Fibonacci maior {\displaystyle F_{j+1}}.
O lema pode ser provado por indução em {\displaystyle j}.
Agora pegue dois conjuntos não vazios de números de Fibonacci distintos não consecutivos {\displaystyle {\boldsymbol {S}}} e {\displaystyle {\boldsymbol {T}}} que tenham a mesma soma. Considere os conjuntos {\displaystyle {\boldsymbol {S'}}} e {\displaystyle {\boldsymbol {T'}}} que são iguais a {\displaystyle {\boldsymbol {S}}} e {\displaystyle {\boldsymbol {T}}} dos quais os elementos comuns foram removidos (ou seja, {\displaystyle {\boldsymbol {S'}}={\boldsymbol {S}}\setminus {\boldsymbol {T}}} e {\displaystyle {\boldsymbol {T'}}={\boldsymbol {T}}\setminus {\boldsymbol {S}}}). Uma vez que {\displaystyle {\boldsymbol {S}}} e {\displaystyle {\boldsymbol {T}}} tiveram soma igual, removemos exatamente os elementos de {\displaystyle {\boldsymbol {S}}\cap {\boldsymbol {T}}} de ambos os conjuntos, {\displaystyle {\boldsymbol {S'}}} e {\displaystyle {\boldsymbol {T'}}} devem ter a mesma soma também.
Agora mostraremos por contradição que pelo menos um entre {\displaystyle {\boldsymbol {S'}}} e {\displaystyle {\boldsymbol {T'}}} está vazio. Assuma o contrário, ou seja, que {\displaystyle {\boldsymbol {S'}}} e {\displaystyle {\boldsymbol {T'}}} são ambos não vazios e que o maior membro de {\displaystyle {\boldsymbol {S'}}} é {\displaystyle F_{s}} e o maior membro de {\displaystyle {\boldsymbol {T'}}} é {\displaystyle F_{t}}. Como {\displaystyle {\boldsymbol {S'}}} e {\displaystyle {\boldsymbol {T'}}} não contêm elementos comuns, {\displaystyle F_{s}\neq F_{t}}. Sem perda de generalidade, suponha que {\displaystyle F_{s}<F_{t}}. Então, pelo lema, a soma de {\displaystyle {\boldsymbol {S'}}} é estritamente menor que {\displaystyle F_{s+1}} e, portanto, estritamente menor que {\displaystyle F_{t}}, enquanto a soma de {\displaystyle {\boldsymbol {T'}}} é claramente pelo menos {\displaystyle F_{t}}. Isso contradiz o fato de que {\displaystyle {\boldsymbol {S'}}} e {\displaystyle {\boldsymbol {T'}}} têm a mesma soma, e podemos concluir que {\displaystyle {\boldsymbol {S'}}} ou {\displaystyle {\boldsymbol {T'}}} deve estar vazio.
Agora assuma (novamente sem perda de generalidade) que {\displaystyle {\boldsymbol {S'}}} está vazio. Então {\displaystyle {\boldsymbol {S'}}} tem soma 0, e então {\displaystyle {\boldsymbol {T'}}}. Mas como {\displaystyle {\boldsymbol {T'}}} só pode conter inteiros positivos, também deve estar vazio. Para concluir: {\displaystyle {\boldsymbol {S'}}={\boldsymbol {T'}}=\varnothing } o que implica {\displaystyle {\boldsymbol {S}}={\boldsymbol {T}}}, provando que cada representação de Zeckendorf é única.

## Multiplicação de Fibonacci
Pode-se definir a seguinte operação {\displaystyle a\circ b} em números naturais {\displaystyle a}, {\displaystyle b}:  dadas as representações de Zeckendorf {\displaystyle a=\sum _{i=0}^{k}F_{c_{i}}\;(c_{i}\geq 2)} e {\displaystyle b=\sum _{j=0}^{l}F_{d_{j}}\;(d_{j}\geq 2)} nós definimos o produto de Fibonacci {\displaystyle a\circ b=\sum _{i=0}^{k}\sum _{j=0}^{l}F_{c_{i}+d_{j}}.}
Por exemplo, a representação de Zeckendorf de 2 é {\displaystyle F_{3}}, e a representação de Zeckendorf de 4 é {\displaystyle F_{4}+F_{2}} ({\displaystyle F_{1}} não é permitido em representações), então {\displaystyle 2\circ 4=F_{3+4}+F_{3+2}=13+5=18.}
(O produto nem sempre está na forma de Zeckendorf. Por exemplo, {\displaystyle 4\circ 4=(F_{4}+F_{2})\circ (F_{4}+F_{2})=F_{4+4}+2F_{4+2}+F_{2+2}=21+2\cdot 8+3=40=F_{9}+F_{5}+F_{2}.})
Um simples rearranjo de somas mostra que esta é uma operação comutativa; no entanto, Donald Knuth provou o fato surpreendente de que esta operação também é associativa.

## Representação com númerosnegafibonacci
A sequência de Fibonacci pode ser estendida para o índice negativo {\displaystyle n} usando a relação de recorrência reorganizada
{\displaystyle F_{n-2}=F_{n}-F_{n-1},}
que produz a sequência de números "negafibonacci" que satisfazem
{\displaystyle F_{-n}=(-1)^{n+1}F_{n}.}
Qualquer número inteiro pode ser representado de forma única como uma soma de números negafibonacci em que não são usados dois números negafibonacci consecutivos. Por exemplo:
- {\displaystyle -11=F_{-4}+F_{-6}=(-3)+(-8)}
- {\displaystyle 12=F_{-2}+F_{-7}=(-1)+13}
- {\displaystyle 24=F_{-1}+F_{-4}+F_{-6}+F_{-9}=1+(-3)+(-8)+34}
- {\displaystyle -43=F_{-2}+F_{-7}+F_{-10}=(-1)+13+(-55)}
- {\displaystyle 0} é representado pela soma vazia.

{\displaystyle 0=F_{-1}+F_{-2}}, por exemplo, a exclusividade da representação depende da condição de que não sejam usados dois números negafibonacci consecutivos.
Isso dá um sistema de códigos inteiros, semelhante à representação do teorema de Zeckendorf. Na string que representa o inteiro {\displaystyle x}, o enésimo dígito é {\displaystyle 1} se {\displaystyle F_{-n}} aparecer na soma que representa {\displaystyle x}; esse dígito é {\displaystyle 0} caso contrário. Por exemplo, {\displaystyle 24} pode ser representado pela string {\displaystyle 100101001}, que tem o dígito {\displaystyle 1} nas casas {\displaystyle 9}, {\displaystyle 6}, {\displaystyle 4} e {\displaystyle 1}, porque {\displaystyle 24=F_{-1}+F_{-4}+F_{-6}+F_{-9}}. O inteiro {\displaystyle x} é representado por uma string de comprimento ímpar se e somente se {\displaystyle x>0}.